# Heptamaloxyloglucan
Heptamaloxyloglucan is een oligosacharide, opgebouwd uit zeven monosacharide-eenheden. Het wordt gebruikt als plantengroeiregelaar, meer bepaald om de weerstand van wijnranken tegen vorst in de lente te versterken.
Het product is ontwikkeld in Frankrijk door Elicityl (merknaam: PEL101GV). In maart 2010 heeft de Europese Commissie het toegelaten in de Europese Unie als gewasbeschermingsmiddel.
Het product is een diepgevroren cake, die in water wordt opgelost en op de bladeren verspoten. De stof bindt aan receptoren op de celwand en stimuleert het eigen metabolisme van de planten die zo hun weerstand tegen koude vergroten. De werking is snel maar tijdelijk (1 tot 4 dagen); het product moet 12 tot 48 uur vóór een verwachte vorstperiode verspoten worden.
Heptamaloxyloglucan is een derivaat van xyloglucan, wat de voornaamste hemicellulosecomponent van de celwand van alle tweezaadlobbigen is. Het wordt verkregen uit appelpulp. De appels worden gewassen, gemalen en geperst, en de pulp wordt ontwaterd. Daarna volgt een enzymatische hydrolyse, fractionatie, zuivering en deacetylatie/reductie.
Het is niet toxisch, veilig in het gebruik en biologisch afbreekbaar. De EFSA heeft het niet nodig geacht om een ADI voor de stof vast te stellen.